# Menhir von Uyea Breck

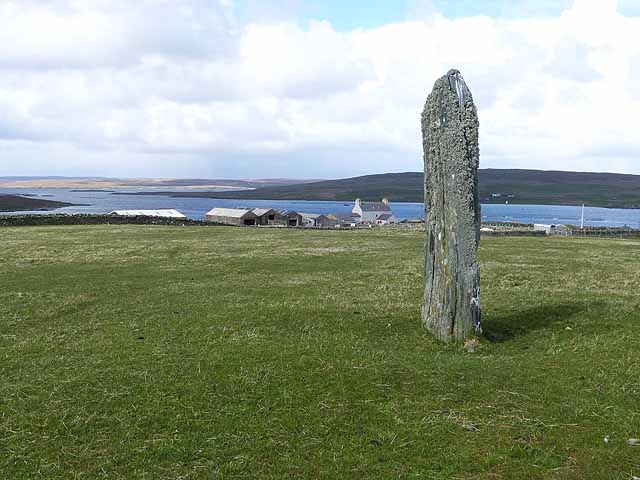
Menhir von Uyea Breck

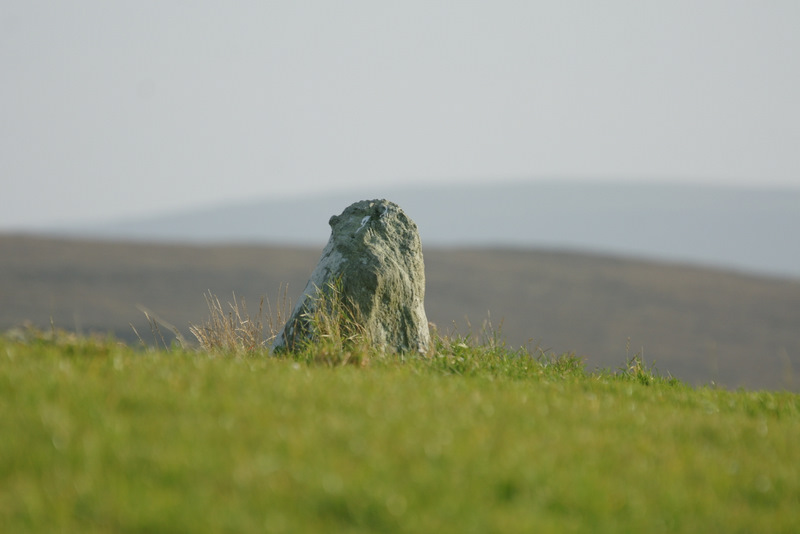
Der andere Menhir von Clivocast

Der Menhir von Uyea Breck steht nahe der East Road, einer Nebenstraße der B9084 am Uyeasound, östlich von Clivocast einer kleinen Siedlung in der Gemeinde Uyeasound, im Süden der Insel Unst, der nördlichsten bewohnten Insel der schottischen Shetlandinseln. Der Stein ist als Scheduled Monument denkmalgeschützt.

## Beschreibung
Der Menhir (englisch Standing stone) von Uyea Breck ist ein nach Nordosten geneigter, fast 3,0 m hoher Schiefermonolith, der an der Basis, wo er von einer Packung kleiner Steine gestützt wird, etwa 0,85 m breit ist. Seine Breitseite ist etwa Nord-Süd orientiert. Der Stein ist der nördlichere und größere der beiden benachbarten Menhire von Clivocast.
Der Uyea Breck soll die Stelle markieren, an der einer der Söhne des Wikingerkönigs Harald Harfager (852–933) (deutsch Harald Schönhaar) um 900 n. Chr. getötet wurde. Er soll in einem Tumulus im Südwesten begraben liegen. Anderen Angaben zufolge steht der Stein bereits seit 4000 Jahren an der Stelle.